# Jason Chao Teng Hei
Jason Chao Teng Hei   (Macau portuguès, 12 de desembre de 1986) és un activista social i defensor dels drets LGBT. Va ser president de la Nova Associació de Macau i director del periòdic satíric Macau Concealer, un dels pocs mitjans de comunicació en línia pro-democràcia de la ciutat. Va ser cofundador de l'organització activista Macau Conscience i de Rainbow of Macau.